# Ванзейская конференция
Ванзе́йская конфере́нция — совещание пятнадцати высокопоставленных представителей правительства нацистской Германии и органов СС, состоявшееся 20 января 1942 года в берлинском районе Ванзе на вилле Марлье, расположенной по адресу Ам-Гросен-Ванзе (нем. Am Großen Wannsee), д. 56-58. На Ванзейской конференции были определены пути и средства «окончательного решения еврейского вопроса» — программы геноцида еврейского населения Европы (в настоящее время используется термин «Холокост»).

## Предпосылки
Геноцид евреев начался ещё до Ванзейской конференции. 31 июля 1941 года Герман Геринг подписал приказ о назначении начальника Главного управления имперской безопасности (РСХА) Рейнхарда Гейдриха ответственным за «окончательное решение еврейского вопроса».
На оккупированных Германией территориях СССР во второй половине 1941 года айнзатцгруппами, подчинёнными РСХА, были убиты около 1 млн евреев. В августе 1941 года в Каменец-Подольском было проведено массовое истребление депортированных евреев из Европы. В конце сентября в Бабьем Яру были убиты более 33 000 еврейских жителей Киева. В ноябре аналогичная акция повторилась в Рижском гетто. 23 октября была полностью запрещена еврейская эмиграция с территорий, подконтрольных нацистам. В декабре 1941 года начал функционировать первый лагерь уничтожения в Хелмно. В этот же период начал строиться лагерь уничтожения Белжец, а в Освенциме были проведены первые опыты по отравлению газом Циклон Б (его испытывали на советских военнопленных).
Саул Фридлендер считает, что эти события в комплексе свидетельствуют о существовании к этому времени плана массового уничтожения евреев. Такого же мнения придерживается Кристофер Браунинг — он полагает, что переход от планов переселения к планам тотального уничтожения произошёл в сентябре-октябре 1941 года. Таким образом, к концу 1941 года период поиска путей решения «еврейского вопроса» был завершён.

## Подготовка

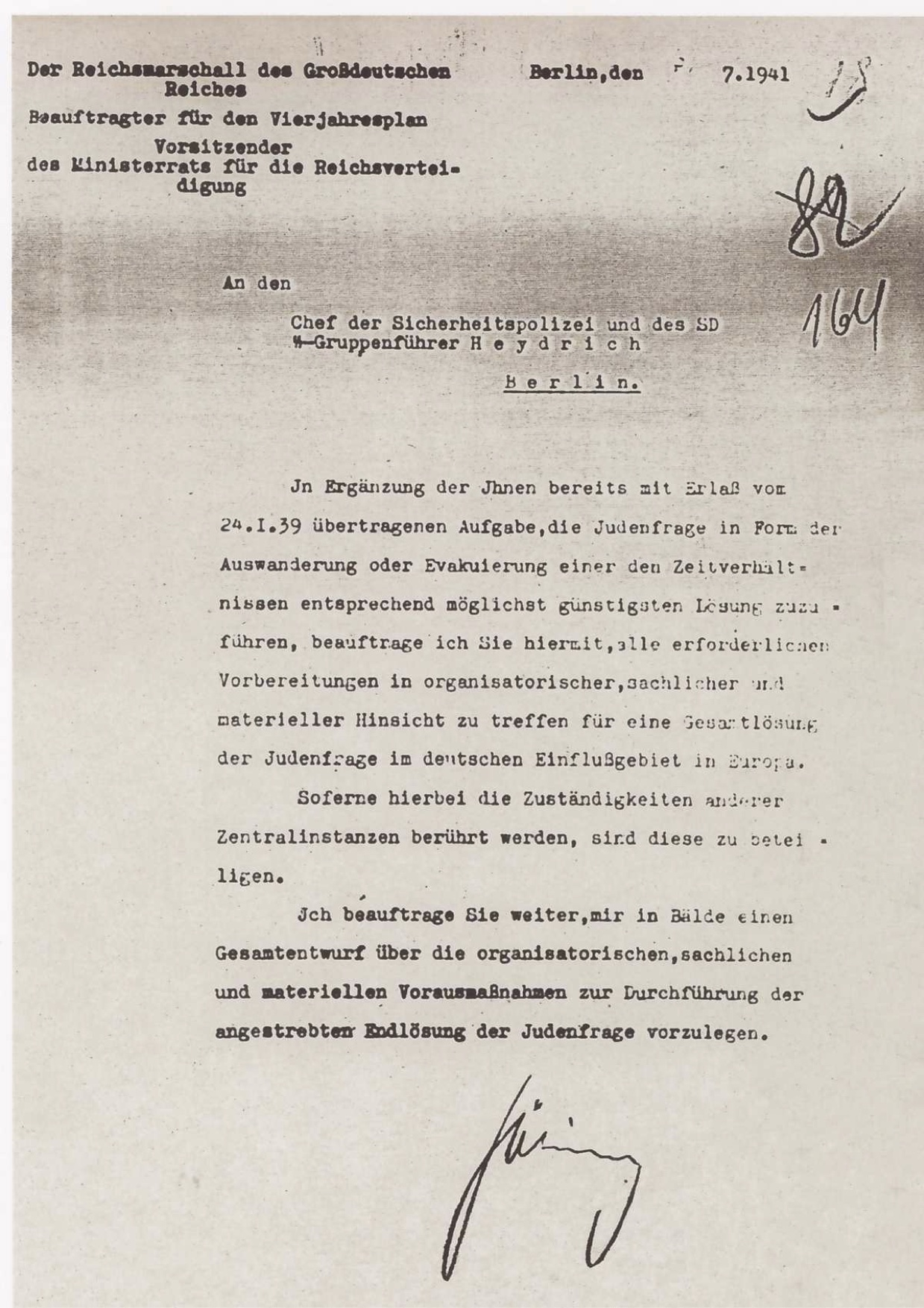
Письмо Геринга Гейдриху об «окончательном решении еврейского вопроса»

29 ноября 1941 года Гейдрих разослал приглашения на конференцию для обсуждения наиболее быстрых и экономичных путей избавления Европы от еврейского населения. В условиях военного времени ранний план переселения евреев Европы на Мадагаскар представлялся непрактичным. Вместо этого планировалось собрать евреев со всей Европы и депортировать их на Восток в трудовые лагеря, где многие погибли бы от тяжёлых условий, а остальные подверглись бы «соответствующей обработке». В работе конференции участвовал очень узкий круг чиновников — всего 15 высших руководителей разных государственных учреждений: гестапо, службы безопасности СС, высокопоставленные члены НСДАП, представители различных министерств нацистской Германии — министерства юстиции и иностранных дел, агентства национальности и переселений, а также учреждения, ответственного за распределение еврейской собственности. Более половины участников конференции имели докторские степени немецких университетов. Они были хорошо информированы о политике по отношению к евреям и понимали важность вклада каждого ведомства в осуществление этого плана. Они понимали, что «эвакуация на восток» — это эвфемизм для депортации в концлагеря, «окончательное решение» означает уничтожение европейских евреев.
Первоначально конференция была назначена на 9 декабря 1941 года, но затем отложена до 20 января 1942 года из-за того, что 5 декабря началось контрнаступление Красной армии под Москвой, 7 декабря Япония совершила нападение на Пёрл-Харбор, а Гитлер объявил войну США.
Местом проведения конференции Гейдрих избрал уютный и живописный берлинский особняк, сооружённый по заказу бывшего владельца, предпринимателя и шарлатана Эрнста Марлье (1875—1948), нажившего миллионы на продаже псевдолекарственных средств и позднее бежавшего от судебного преследования в Швейцарию. Гости приглашались на завтрак в 9:00, заседание же было назначено на 12:00. Важную роль в подготовке и проведении конференции играл начальник отдела гестапо IV-B-4 оберштурмбаннфюрер СС Адольф Эйхман.

## Ход конференции
Ванзейская конференция продолжалась всего полтора часа. Две трети времени заняло выступление Гейдриха, который обратился к присутствующим с речью, в которой отметил, что

…другим возможным решением еврейской проблемы является поиск места для эмиграции евреев — то есть эвакуации евреев на восток… Такие действия однако, рассматриваются как временная мера, но практический опыт уже накоплен и имеет чрезвычайную важность для будущего окончательного решения еврейского вопроса.

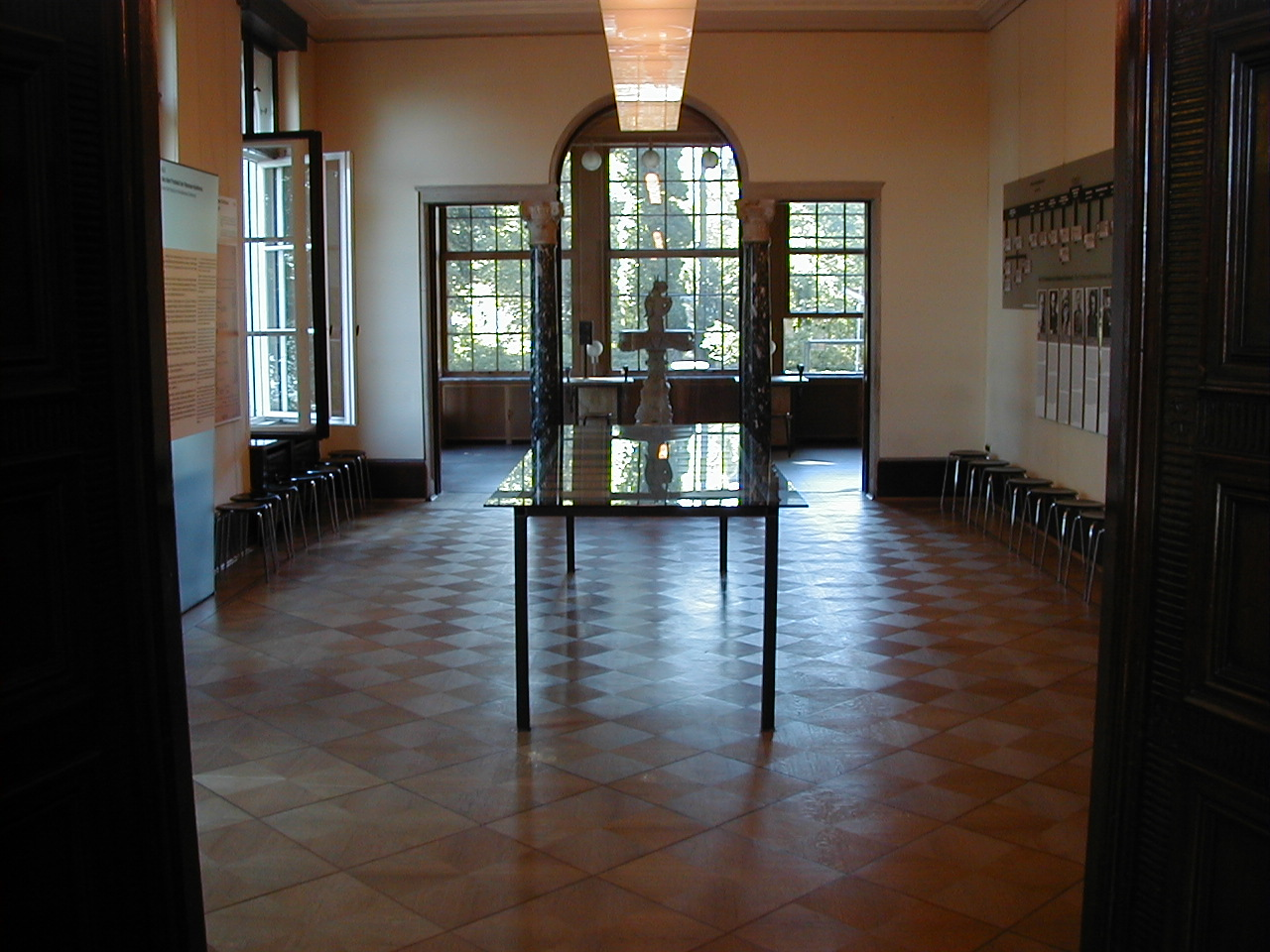
Столовая, где проходило совещание

К началу конференции Гитлер уже принял принципиальное решение о целях и способах разрешения еврейского вопроса. На конференции обсуждались вопросы технического характера. Одним из них была проблема смешанных "еврейско-арийских браков" — считать ли евреями людей, один из родителей которых еврей, а другой немец, и как поступать с теми, у кого еврейские дед или бабка. Решение по данному вопросу так и не было принято и было отложено до следующих заседаний.
Адольф Эйхман, составлявший протокол конференции, сообщил присутствующим, что в соответствии с полученным ранее приказом Гитлера следует немедленно приступить к выселению евреев в Восточную Европу (на территорию оккупированной Польши, где и были впоследствии построены большинство концлагерей). В протоколе не упоминается о газовых камерах и крематориях, а говорится о «каторжных работах, на которых, надо надеяться, большинство умрут», а также о том, что нельзя оставлять в живых уцелевших, поскольку они будут ядром для возрождения.
В 1961 году на суде в Иерусалиме Эйхман свидетельствовал, что после окончания официальной части конференции в неформальной обстановке за коньяком участники не стесняясь, без иносказаний обсуждали результаты заседания, прямо говорили об убийствах, ликвидации и уничтожении.

## Содержание заключительного протокола

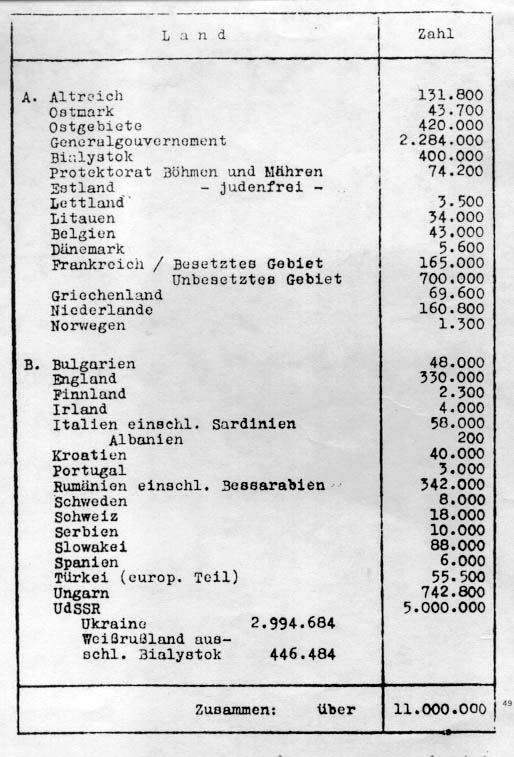
Данные о численности еврейского населения по странам Европы

Каждый из участников получил копию протокола, который был исполнен в тридцати экземплярах. В конце войны почти все они уничтожили свои копии, однако одна уцелевшая копия под номером шестнадцать была найдена в 1947 году в архиве Министерства иностранных дел, так как её обладатель в 1943 году был заключён в концлагерь и не смог её уничтожить.
В протоколе ясно обозначена цель конференции — разработка чёткого плана «окончательного решения еврейского вопроса» и согласование действий различных ведомств. Главное ответственное за исполнение плана лицо — Гиммлер.
Гейдрих вкратце изложил присутствующим главные «достижения» нацистской расовой политики. Среди них — вытеснение евреев из всех областей жизни рейха за счёт Нюрнбергских расовых законов, а также принуждение к эмиграции. Вместе с тем отмечалось, что первоначальная политика выдавливания евреев из Германии не оправдала себя. Главные тому причины — отказ всех потенциальных стран принимать еврейских беженцев и отсутствие у беженцев необходимых средств. Кроме того, было сказано, что с началом войны Гиммлер запретил еврейскую эмиграцию, считая её опасной.
Было предложено новое решение еврейского вопроса: «выселение евреев на восток», эвфемизм, означающий истребление евреев в концлагерях на территории Польши. Вниманию присутствующих был представлен список — статистическая оценка еврейского населения в каждой из европейских стран, всего 11 млн человек. Не забыли даже 200 албанских евреев.
31 января 1942 года Адольф Эйхман разослал срочные приказы всему командному составу полиции, секретным службам безопасности и руководителям СД, содержащие подробные указания к подготовке депортации евреев Германии, Австрии и Чехии. С этого момента начинается систематический и тщательно разработанный геноцид.
По мнению профессора Дана Михмана, Ванзейская конференция стала важной вехой в процессе уничтожения, поскольку действия нацистских органов власти стали более согласованными и организованными. Однако он считает, что само решение о массовом уничтожении принималось не на конференции.
В соответствии с согласованной на конференции политикой нацистскими властями была создана сеть лагерей смерти, предназначенных для уничтожения людей. В 1942—1944 годах в этих лагерях были убиты 3 миллиона евреев.

## Последующие конференции
Следующая конференция состоялась 29 января 1942 года, через девять дней после Ванзейской конференции. 16 участников собрались на нее в Имперском министерстве оккупированных восточных территорий на Раухштрассе в Берлине. Само министерство представляли 8 участников, в том числе Отто Браут, Эрхард Ветцель, Герман Вейтнауэр и Герхард фон Менде. В ней также участвовали представители РСХА и министерства юстиции, партийной канцелярии и Верховного командования вермахта, в том числе Фридрих Зур (РСХА), Бернхард Лёзенер (министерство юстиции), Альберт Фрей (ОКВ) и Герберт Райшауэр (партийная канцелярия). Заседание проходило под председательством Отто Браута.
Целью этой встречи было дополнить содержание резолюций, принятых на Ванзейской конференции, и уточнить их с юридической точки зрения. Центральной темой был вопрос, кого отныне следует считать «евреем» и тем самым, кто  точно подлежит уничтожению. Министерство оккупированных восточных территорий не хотело, чтобы термин «еврей» определялся «слишком узко», и подчеркивало, что нынешние правила на оккупированных территориях в любом случае недостаточны, и их необходимо «ужесточить» таким образом, что «полукровки» будут считаться «чистокровными евреями». В итоге эти предложения были приняты. Участники конференции согласились, что в будущем «евреями» на всех оккупированных территориях будут считаться все представители еврейской религии, а также родившиеся в браке и незаконнорожденные дети от отношений, в которых один из партнеров был евреем (то есть дети из так называемых смешанных браков), а также нееврейские жены евреев. Согласно резолюции, необходимые решения на месте должны приниматься «политико-полицейскими органами и их экспертами по расовым вопросам». Эта конференция состоялась в тот момент, когда начались первые депортации в концентрационный лагерь Терезиенштадт, и за день до того, как Гитлер объявил в своей речи в берлинском Дворце спорта: «Мы отдаем себе отчет в том, что война может закончиться только тогда, когда либо будут искоренены арийские народы, либо иудаизм исчезнет из Европы».
Еще две конференции состоялись 6 марта и 27 октября 1942 года в отделе IV B 4 Адольфа Эйхмана на Курфюрстенштрассе, 115/116 в Берлине.
Согласно записи «референта по еврейскому вопросу» имперского министерства иностранных дел Франца Радемахера, 6 марта обсуждалось предложение Вильгельма Штуккарта, который выступал за принудительную стерилизацию всех «еврейских полукровок первой степени» и принудительное расторжение всех «смешанных браков». Поскольку стерилизация в госпиталях в настоящее время невозможна, эту меру следует отложить до конца войны. Против принудительного развода были выдвинуты общие юридические возражения, а также «пропагандистские» причины. Это означало предсказуемое сопротивление, особенно со стороны католической церкви, и вмешательство Ватикана. Также сложно было оценить реакцию "арийских" супругов. В 1943 году угроза депортации еврейских супругов на самом деле привела к публичным выражениям солидарности со стороны родственников «немецкой крови».
27 октября 1942 года вновь обсуждалось требование принудительного расторжения «смешанных браков». Однако из рейхсканцелярии поступил сигнал о том, что «фюрер» не желает принимать решение во время войны. В октябре 1943 года Отто Тирак из министерства юстиции договорился с Гиммлером пока не депортировать «еврейских полукровок». На оккупированных восточных территориях принимать во внимание настроения населения  не требовалось: там геноциду подлежали еврейские супруги из «смешанных браков» и «еврейские полукровки первой степени».
Оценка роли, которую сыграл Штуккарт со своими предложениями, остается спорной. По словам его подчиненных Бернхарда Лёзенера и Ганса Глобке, Штуккарт сделал компромиссное предложение о массовой стерилизации, зная, что она неосуществима, по крайней мере, во время войны. Тем самым он предотвратил депортацию и убийство немецких «полукровок первой степени». С другой стороны, его предложение о принудительном разводе для «смешанных браков», которое привело бы к смерти партнера-еврея, могло быть быстро осуществлено.
Зафиксированное в протоколе намерение Гейдриха подготовить «проект организационных, фактических и материальных нужд, связанных с окончательным решением европейского еврейского вопроса» и направить его Герингу, не было реализовано.

## Участники конференции и их дальнейшая судьба
| Ведомство                                                                 | Имя                          | Должность | Портрет          | Дальнейшая судьба |
| ------------------------------------------------------------------------- | ---------------------------- | --- | ---------------- | --- |
| Имперское министерство оккупированных восточных территорий                | Альфред Мейер                | Статс-секретарь Имперского министерства восточных оккупированных территорий, гауляйтер и рейхсштатгальтер                |                  | покончил жизнь самоубийством 11 апреля 1945 года в Хессиш-Ольдендорф (Нижняя Саксония) |
| Имперское министерство оккупированных восточных территорий                | Георг Лейббрандт             | Начальник Главного политического управления Имперского министерства оккупированных восточных территорий, рейхсамтсляйтер |                  | летом 1943 года ушёл с государственной службы, умер 16 июня 1982 года в Бонне |
| Имперское министерство внутренних дел                                     | Вильгельм Штуккарт           | Статс-секретарь Имперского министерства внутренних дел, бригадефюрер СС                                                  |                  | в 1947 году отрицал своё участие в Ванзейской конференции. На свободе с 1949 года. Погиб в 1953 году в автокатастрофе |
| Управление по четырёхлетнему плану                                        | Эрих Нойман                  | Статс-секретарь Управления по четырёхлетнему плану                                                                       |                  | освобождён в 1948 году по состоянию здоровья, умер 23 марта 1951 года |
| Имперское министерство юстиции                                            | Роланд Фрейслер              | Статс-секретарь Имперского министерства юстиции                                                                          |                  | погиб 3 февраля 1945 года во время американской бомбардировки Берлина |
| Правительство Генерал-губернаторства                                      | Йозеф Бюлер                  | Статс-секретарь правительства Генерал-губернаторства                                                                     | Булер в середине | выдан Польше и казнён по приговору Верховного польского народного суда в Кракове 22 августа 1948 года |
| Имперское министерство иностранных дел                                    | Мартин Лютер                 | Начальник Германского отдела МИДа, младший статс-секретарь                                                               |                  | за интриги против Риббентропа отправлен в концлагерь, после освобождения скончался 13 мая 1945 года в Берлине от сердечного приступа |
| Партийная канцелярия НСДАП                                                | Герхард Клопфер              | Министериальдиректор Партийной канцелярии, оберфюрер СС                                                                  |                  | в 1949 году в ходе денацификации признан «уличённым в незначительной степени». Помощник по налогам и адвокат в Ульме. Умер в 1987 году |
| Имперская канцелярия                                                      | Фридрих Вильгельм Критцингер | Министериальдиректор Имперской канцелярии                                                                                |                  | умер вскоре после освобождения по состоянию здоровья в 1947 году |
| Главное управление имперской безопасности (РСХА)                          | Рейнгард Гейдрих             | Начальник Главного управления имперской безопасности, и.о. Рейхспротектора Богемии и Моравии, обергруппенфюрер СС        |                  | умер в Праге 4 июня 1942 года от ранения, полученного 27 мая при покушении на него чешских патриотов, заброшенных с территории Великобритании |
| Главное управление имперской безопасности (РСХА)                          | Генрих Мюллер                | Начальник IV Управления РСХА (Тайная государственная полиция (Гестапо)), группенфюрер СС                                 |                  | погиб при невыясненных обстоятельствах в начале мая 1945 года в Берлине |
| Главное управление имперской безопасности (РСХА)                          | Адольф Эйхман                | Руководитель «еврейского отдела» Гестапо (IV B 4), оберштурмбаннфюрер СС                                                 |                  | в декабре 1961 года приговорён к смерти в Иерусалиме и 31 мая 1962 года казнён |
| Главное управление СС по делам расы и поселений                           | Отто Хофман                  | Начальник Главного управления СС по делам расы и поселений, группенфюрер СС                                              |                  | 10 марта 1948 года на Процессе американского военного трибунала по делу расовых учреждений СС приговорён к 25 годам тюремного заключения, в январе 1951 года срок снижен до 15 лет, в 1954 году освобождён. Работал торговым служащим в Вюртемберге и умер в 1982 году |
| Ведомство Высшего руководителя СС и полиции в Генерал-губернаторстве      | Карл Эберхард Шёнгарт        | Командующий полицией безопасности и СД в Генерал-губернаторстве, оберфюрер СС                                            |                  | казнён по приговору британского трибунала 16 мая 1946 года в Хамельне (Нижняя Саксония) |
| Ведомство Высшего руководителя СС и полиции в Рейхскомиссариате «Остланд» | Рудольф Ланге                | Командующий полицией безопасности и СД Генерального комиссариата «Латвия», штурмбаннфюрер СС                             |                  | погиб в бою в феврале 1945 года в Позене (Польша) |

## Вилла Марлье сегодня
В настоящее время на вилле размещается Мемориальный центр Холокоста.

## Ванзейская конференция в культуре
В 1984 году был снят немецкий телефильм «Ванзейская конференция»; режиссёр Хайнц Ширк попытался на основании протоколов воспроизвести диалоги участников, которые относятся к происходящему с цинизмом и постоянно шутят.
В 2001 году вышел телефильм Фрэнка Пирсона «Заговор», посвящённый конференции. Главные роли исполнили Кеннет Брана (Гейдрих), Стэнли Туччи (Эйхманн) и Колин Фёрт (Штуккарт). В отличие от немецкого фильма, британский фильм представляет конференцию как жаркую дискуссию с конфликтными моментами между участниками, однако в конечном счёте все возражения Критцингера, Штуккарта и Ноймана по частным вопросам отметаются, и участники соглашаются с планом.
Конференция упоминается в романе Роберта Харриса «Фатерланд» (1992) на тему альтернативной истории. В сюжете романа победившие в войне нацисты осуществляют ликвидацию евреев в Европе, и перед визитом американского президента Джозефа Кеннеди в Германию для подписания союза с Гитлером, гестапо принимается за ликвидацию самих участников данной конференции с целью уничтожения свидетелей. По книге снят одноимённый фильм.
24 января 2022 года, к 80-летию со дня проведения Ванзейской конференции, на немецком канале ZDF был показан фильм «Ванзейская конференция», снятый режиссёром Матти Гешоннеком.